# チャールストン市立公会堂
チャールストン市立公会堂（- しりつこうかいどう、Charleston Municipal Auditorium）は、アメリカ合衆国ウェストバージニア州チャールストンにある歴史的な公会堂。
1939年に建設された、一枚岩のような印象を与える鉄骨コンクリートの大きな建築物であり、チャールストンの中心業務地区（CBD）の南西の一角に位置している。
この建物は、アール・デコ様式による公共建築の優れた作品である 。
1999年に、アメリカ合衆国国家歴史登録財として登録されている。